# Nerf glutéal inférieur
Le nerf glutéal inférieur ou nervus gluteus inferior anciennement nommé nerf fessier inférieur est un nerf moteur émergeant au niveau des vertèbres L5, S1, S2 et innervant le muscle grand glutéal (muscle grand fessier). 
Il est une des branches collatérales de la partie postérieure du plexus sacral.
Comme le nerf glutéal supérieur, le nerf glutéal inférieur émarge du plexus sacré et traverse l’échancrure sciatique à proximité du nerf ischiatique (nerf sciatique).
Le nerf glutéal inférieur est une des deux branches terminales du nerf petit sciatique, l'autre étant le nerf cutané postérieur de la cuisse. Branche musculaire motrice de ce nerf petit sciatique, le nerf glutéal inférieur naît de la cinquième racine lombaire et de la première racine sacrée et se subdivise en plusieurs rameaux abordant le grand fessier par sa face profonde.

## Atteintes du nerf
Le nerf glutéal inférieur peut être atteint comme le nerf sciatique en cas de syndrome du piriforme ou d’une hypertrophie de l’obturateur interne.
La cause la plus fréquente d'une atteinte du nerf glutéal inférieur est un problème lors de la pose d'une prothèse de hanche. Une blessure iatrogénique peut être provoquée au moment de la fixation du fémur qui compresse et blesse le nerf.
Le nerf peut aussi être comprimé par une masse au niveau pelvien comme une tumeur ou blessé lors d'un accident de voiture par exemple.
La blessure du nerf glutéal inférieur induit une faiblesse et une atrophie du muscle grand glutéal et se traduit par une extension imparfaite de la jambe, des douleurs dans la région glutéale et une démarche chancelante.